# Euphonia elegantissima
Euphonia elegantissima е вид птица от семейство Чинкови (Fringillidae).

## Разпространение
Видът е разпространен в Белиз, Гватемала, Коста Рика, Мексико, Никарагуа, Панама, Салвадор и Хондурас.